# Somos Livres
Somos Livres é uma canção datada de 1974 interpretada e criada pela actriz Ermelinda Duarte. 
Também conhecida como A Gaivota Voava, Voava, a canção celebra a liberdade conquistada, tendo sido, pelo seu simbolismo, um dos temas mais populares a seguir ao derrube da ditadura do Estado Novo e fim da censura pela Revolução de 25 de Abril. 
A canção, escrita por Ermelinda Duarte, com arranjos de José Cid, pertencia à peça de teatro Lisboa 72/74, da autora teatral e encenadora Luzia Maria Martins, então levada à cena no Teatro Estúdio de Lisboa na altura em funcionamento num edifício situado na Feira Popular, em Lisboa .
Mário Martins, da editora Valentim de Carvalho,  convenceu Ermelinda Duarte a gravá-la em disco e  a RTP fez um vídeo da canção. 
A canção foi regravada por outros cantores como Tonicha ou Helena Santos.

## Ligações Externas
- Arquivos RTP | Tema Somos Livres, no Noticiário Nacional - Janeiro de 1975